# François Obele Mvondo
Obele (Mbalmayo, Camerún, 17 de enero de 1989), futbolista camerunés. Juega de delantero.

## Trayectoria
Se crio en la cantera del Hércules CF, de donde pasó al juvenil del Murcia Deportivo CF. En 2007 debutó en el primer equipo murciano. En 2008 ficha por el Elche CF, que lo cede al Lorca Deportiva CF. Pese a tener ficha del primer equipo lo alterna con el filial. En enero se desvincula del club lorquino, y el Elche lo cede al Torrellano CF con el que consiguió el campeonato de Regional Preferente (Grupo 4º). En verano de 2010 es traspasado al Benidorm CF del Grupo III de la segunda división B del fútbol español. En enero de 2011 Obele es traspasado al CD Toledo que milita en la Segunda División B.
Es internacional con todas las categorías inferiores de la Selección de Camerún.

## Clubes
| Club                      | País    | Años      |
| ------------------------- | ------- | --------- |
| Murcia Deportivo CF       | España  | 2007-2008 |
| Elche CF                  | España  | 2008      |
| Lorca Deportiva CF        | España  | 2008-2009 |
| Lorca Deportiva CF B      | España  | 2008-2009 |
| Torrellano CF             | España  | 2008-2009 |
| Elche Ilicitano           | España  | 2009-2010 |
| Benidorm CF               | España  | 2010      |
| CD Toledo                 | España  | 2011      |
| Elche Ilicitano           | España  | 2011-2012 |
| CD Torrevieja             | España  | 2012-2014 |
| CR Belouizdad             | Argelia | 2014-2015 |
| CP Villarrobledo          | España  | 2015-2016 |
| CD Almoradí               | España  | 2016-2019 |
| CF Independiente Alicante | España  | 2019-...  |